# 御崎山古墳
御崎山古墳（みさきやまこふん）は、島根県松江市大草町にある古墳。形状は前方後方墳。有・大草古墳群を構成する古墳の1つ。島根県指定史跡に指定されている。

## 概要
島根県東部、意宇平野南西隅の丘陵突端部上に築造された古墳である。現在は墳丘上に日御碕神社の祠が所在する。1972年度（昭和47年度）に発掘調査が、1981年度（昭和56年度）に測量調査が実施されている。
墳形は前方後方形で、前方部を西方向に向ける。墳丘外表では葺石は認められていないが、石室前庭部で円筒埴輪片が出土している（埴輪は石室入り口のみか墳丘周囲かは不明）。埋葬施設は後方部における両袖式の横穴式石室で、北方向に開口した（現在は埋め戻し）。石室の玄室内には大小の組合式家形石棺2基を据える。玄室・前庭部の調査では、獅噛環頭大刀のほか、銅鏡・耳環・金銅鈴・鉄刀・刀子・鉄鏃・馬具・須恵器・土師器など豊富な副葬品が出土している。
築造時期は、古墳時代後期の6世紀後半（TK43型式期）頃と推定される。石室には北部九州系の特徴が認められ、出雲型の石棺式石室が普及する前時代の古墳に位置づけられる。付近では岡田山1号墳や岩屋後古墳と同時期に位置づけられるが、出雲地方東部では山代・大庭古墳群（山代二子塚古墳・山代方墳など）の規模が突出しており、大草町周辺の被葬者はその大首長を補佐する立場にあったと想定される。
古墳域は1970年（昭和45年）に島根県指定史跡に指定されている。

## 遺跡歴
- 明治末年-大正初年頃に石室が開口か[1]。
- 1918年（大正7年）、梅原末治が学会に紹介[3]。
- 1925年（大正14年）、旧『島根縣史』第4巻に「日御碕神社境内古墳」として記載。
- 1961年（昭和36年）頃、豪雨で石室天井石の陥没、墳丘上の小祠の落ち込み[1]。
- 1970年（昭和45年）10月27日、島根県指定史跡に指定。
- 1972年度（昭和47年度）、発掘調査（島根県教育委員会、1996年に報告）。
- 1981年度（昭和56年度）、測量調査（島根県教育委員会、1982年に報告）[1]。

## 墳丘
墳丘の規模は次の通り。
- 墳丘長：40メートル
- 後方部
  - 東西：24.5メートル
  - 南北：21.5メートル
  - 高さ：3メートル
- くびれ部
  - 幅：10.5メートル
- 前方部
  - 長さ：15.5メートル
  - 幅：16.5メートル
  - 高さ：1.5メートル

## 埋葬施設
埋葬施設としては、後方部のややくびれ部寄りにおいて両袖式横穴式石室が構築されており、北方向に開口した（現在は埋め戻し）。石室の規模は次の通り。
- 石室全長：推定9.2メートル[2]
- 玄室：長さ3.6メートル、幅3メートル、高さ2.85メートル
- 羨道：推定長さ5.6メートル、幅約1メートル

石室の玄室・前庭部は発掘調査が実施されているが、羨道部が未調査であるため、全体像は明らかでない。石室の石材は自然石・割石。玄室の奥壁・側壁の下段には大型の石材を積み、その上に小口積みで持ち送る。玄門には立柱石を立てる。前庭部では栗石による閉塞石が残存する。
玄室内には大小の横口式家形石棺2基を据える。大棺は玄室奥側で奥壁に平行し、長さ2.5メートル・幅1.3メートル・高さ1.3メートルを測る。蓋石には縄掛突起6個を有し、床石は切石3枚を組み合わせる。また灯明台石を置く（類例に寿命王塚古墳）。小棺は玄室手前側で西側壁に平行し、長さ1.8メートル・幅0.9メートル・高さ1メートルを測る。蓋石に縄掛突起はない。

## 出土品

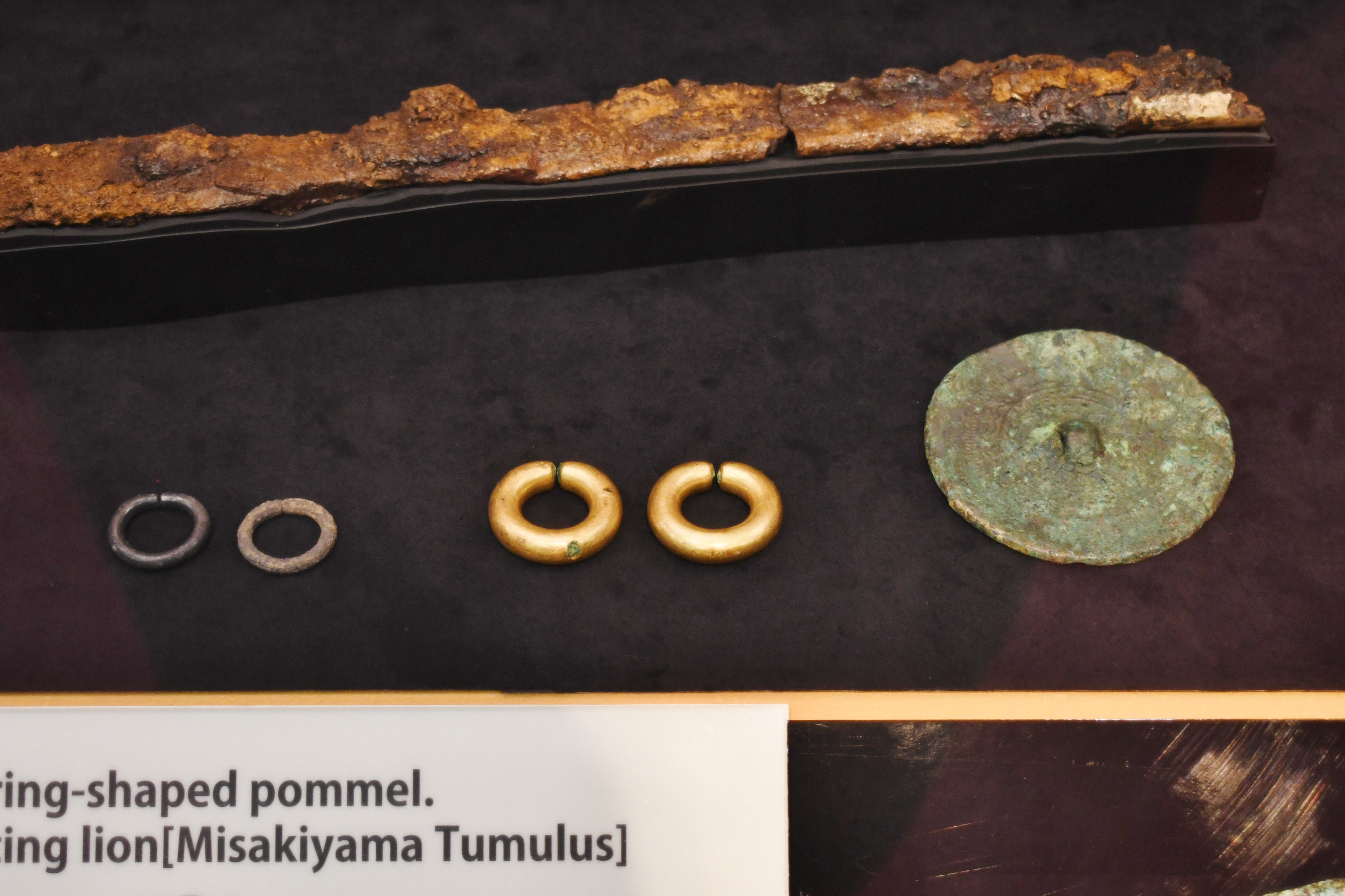
珠文鏡・金環・銀環島根県立八雲立つ風土記の丘展示学習館展示。

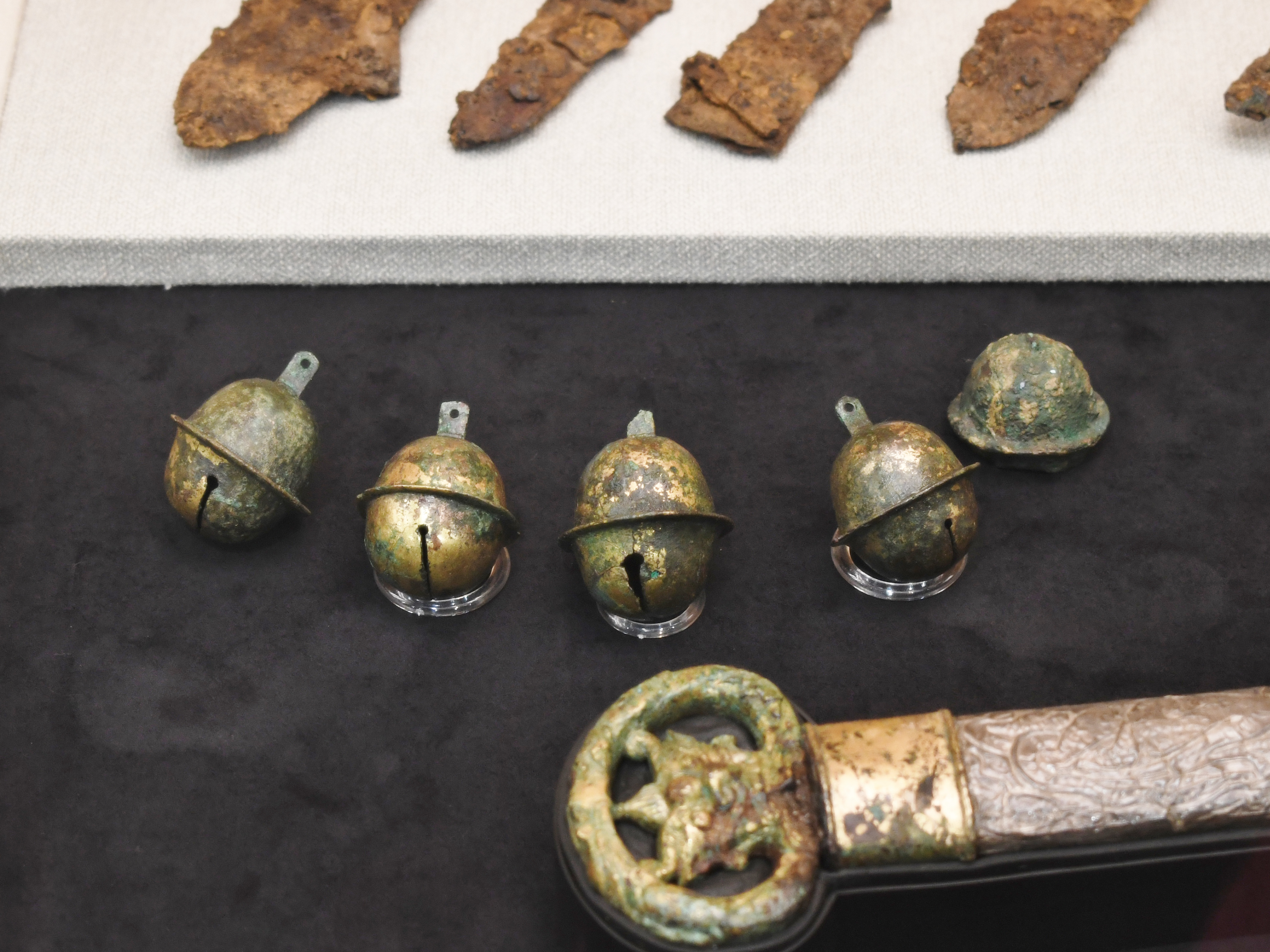
金銅製鈴島根県立八雲立つ風土記の丘展示学習館展示。

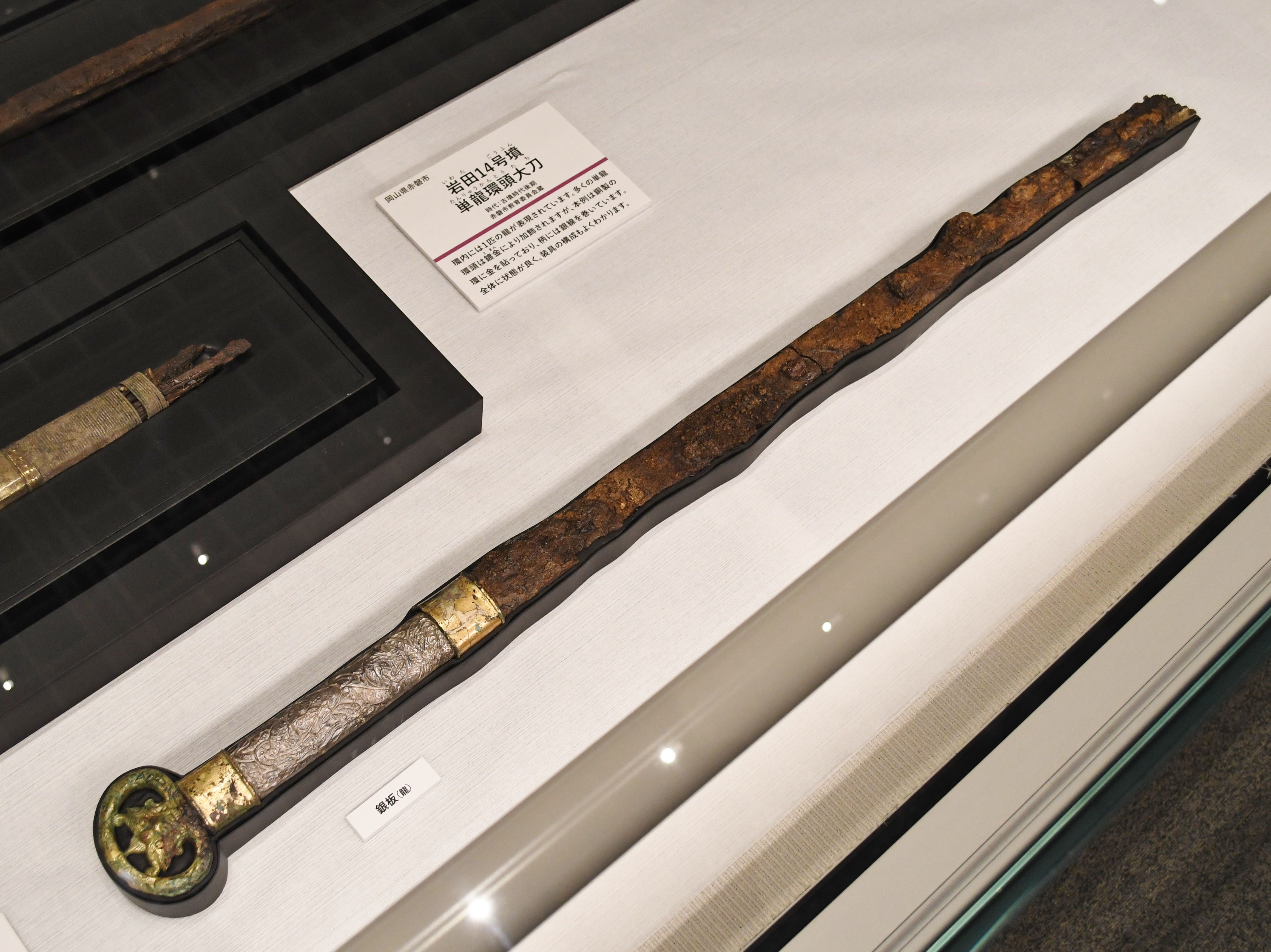
獅噛環頭大刀大阪歴史博物館企画展示時に撮影。

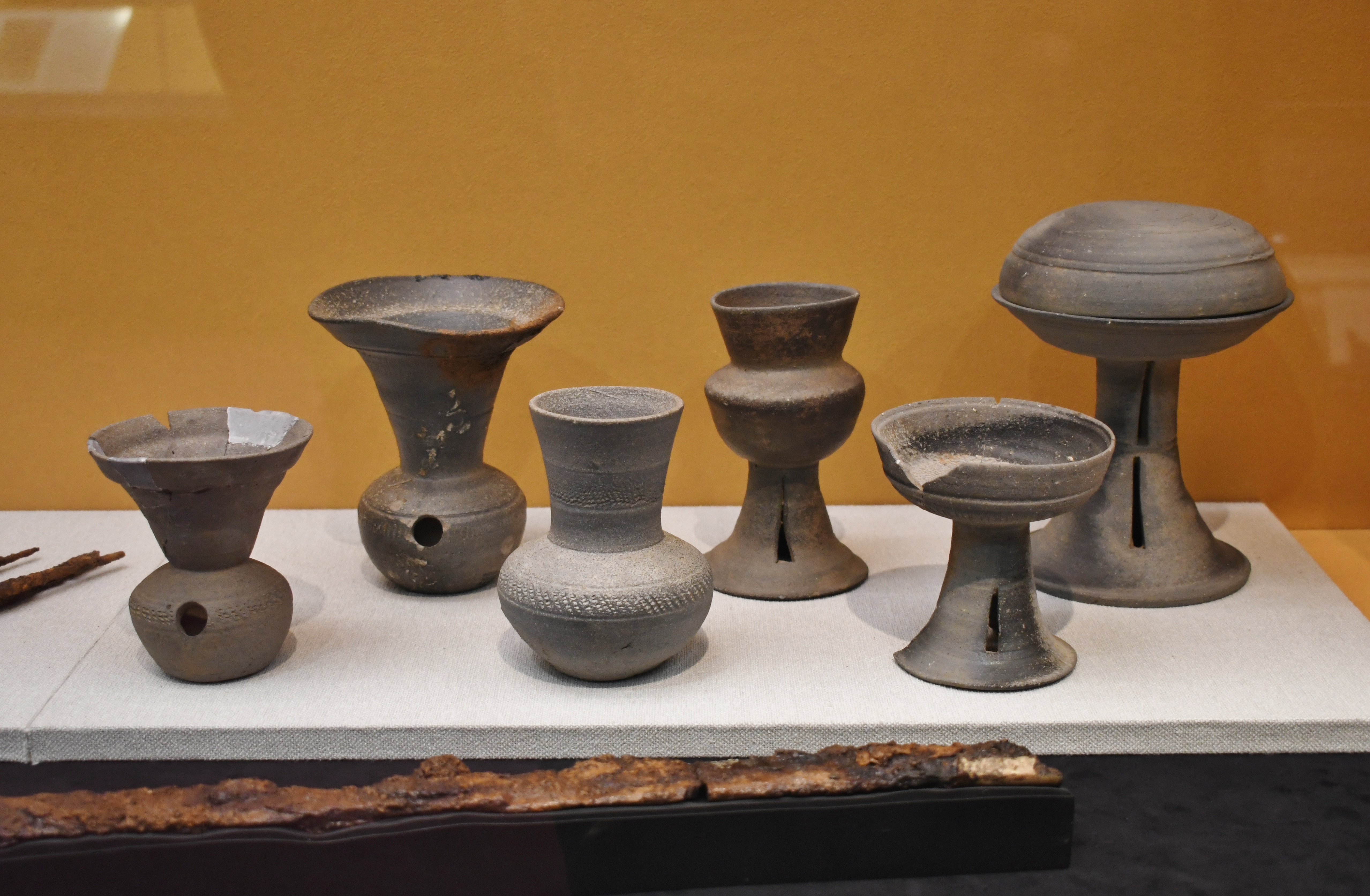
須恵器島根県立八雲立つ風土記の丘展示学習館展示。

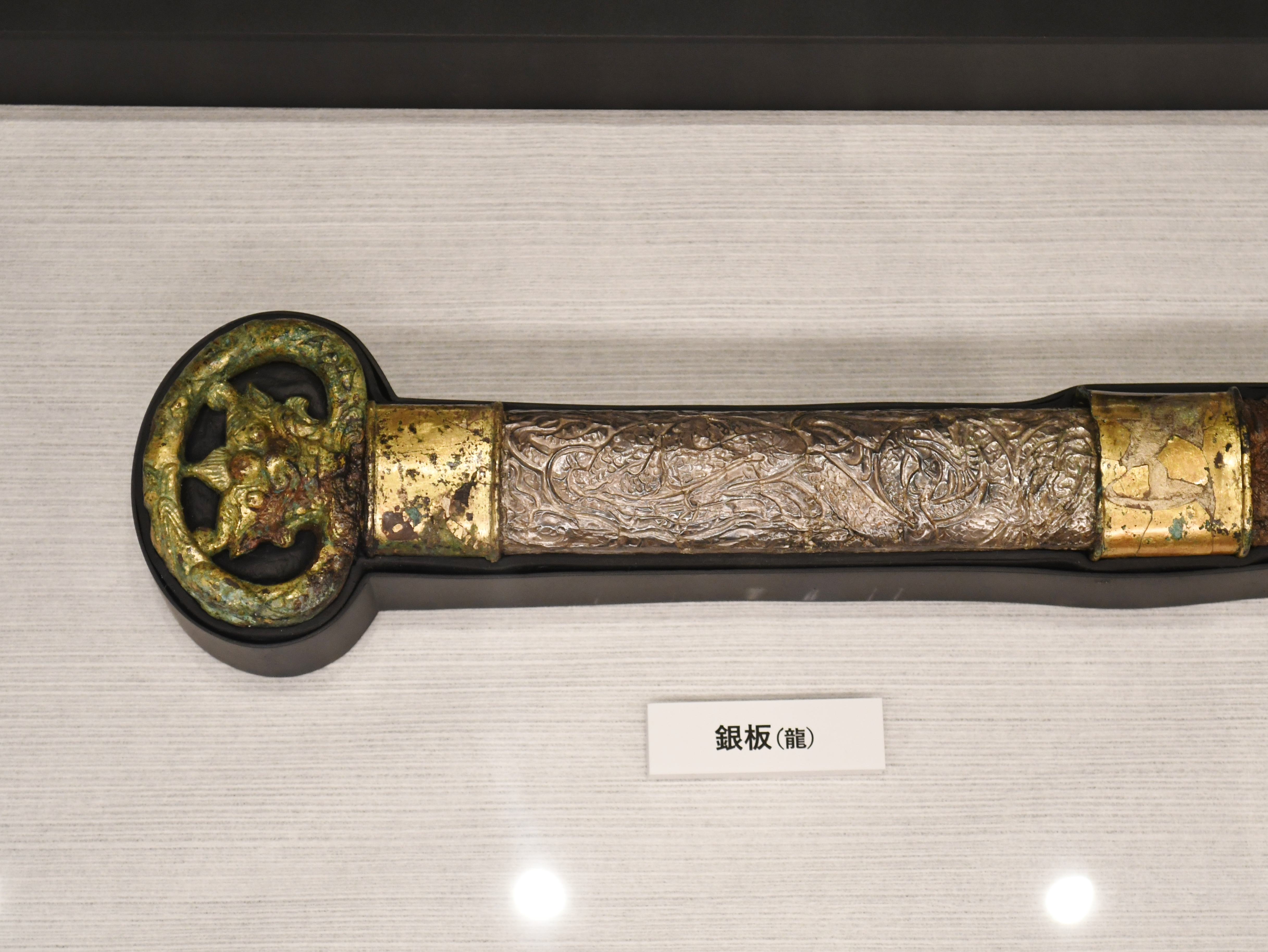
獅噛環頭 大阪歴史博物館企画展示時に撮影。
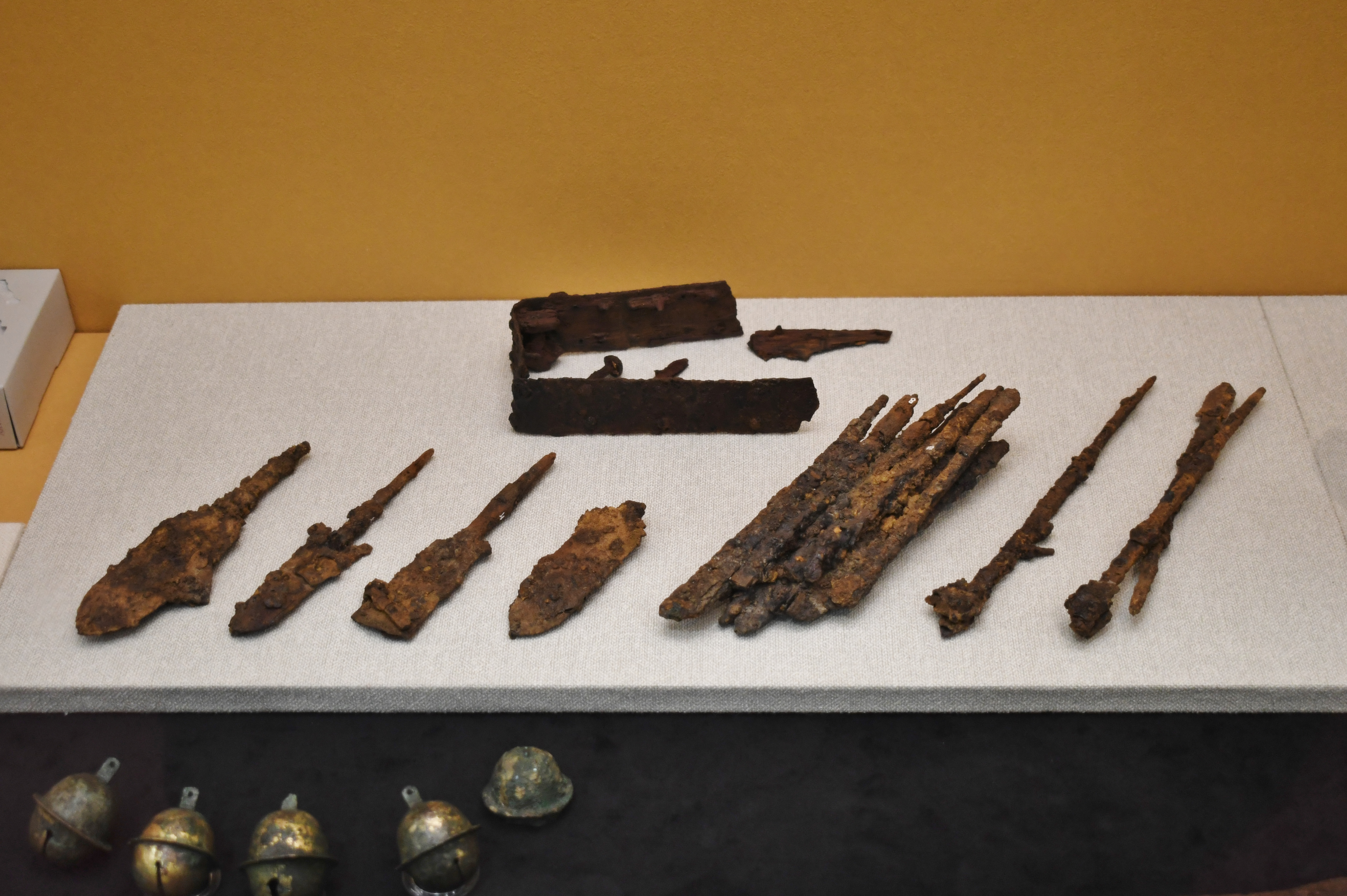
鉄鏃 島根県立八雲立つ風土記の丘展示学習館展示。
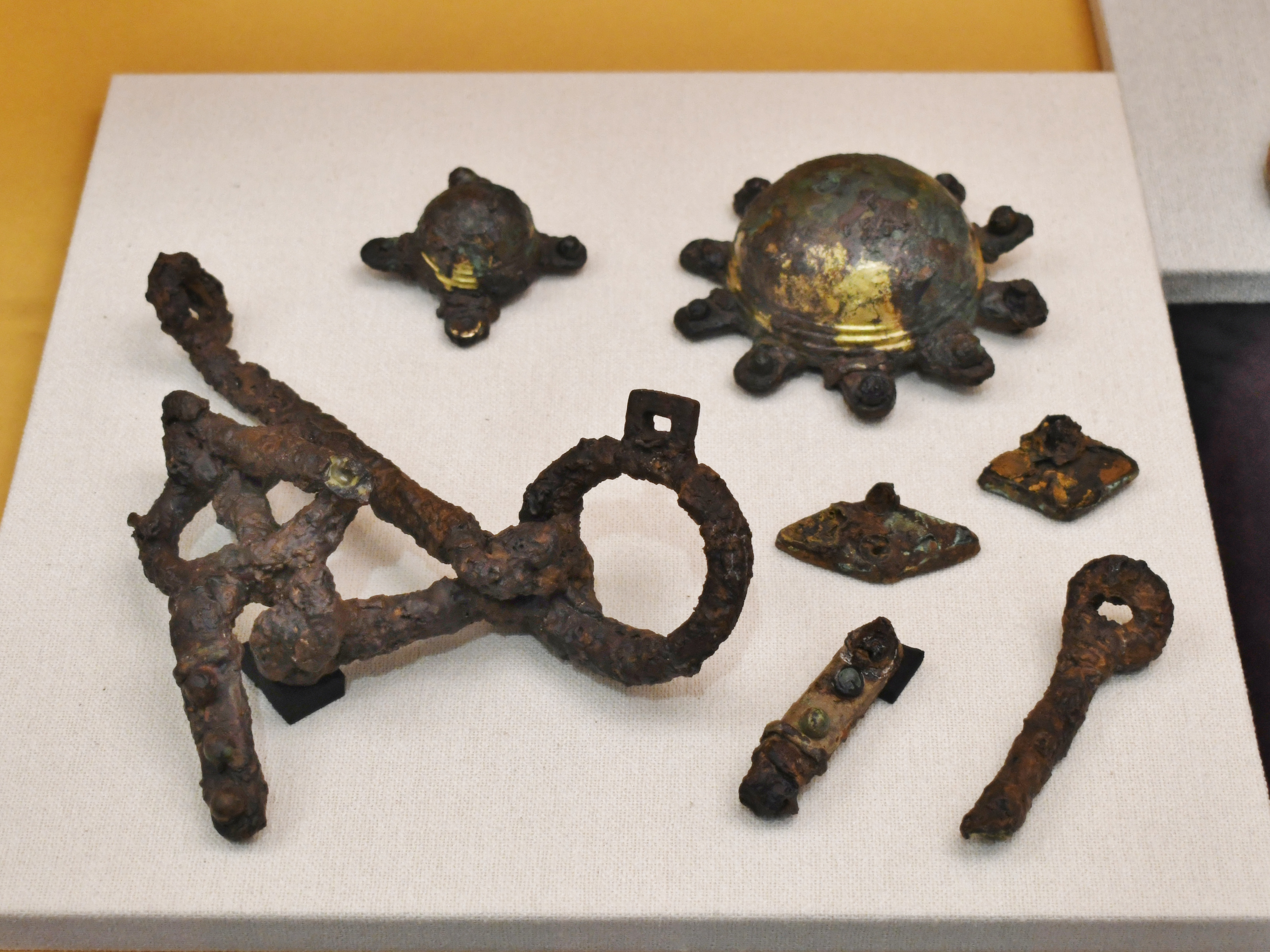
馬具 島根県立八雲立つ風土記の丘展示学習館展示。

発掘調査で出土した副葬品は次の通り。
- 珠文鏡 1面
- 耳環
  - 金環 1対
  - 銀環 1対
- 金銅製鈴 4個
- 武器
  - 獅噛環頭大刀 1口 - 獣面像が舌を出す珍しい意匠。
  - 鉄刀 2口
  - 刀子 2口
  - 鉄鏃 一括
- 靭 1枚
- 馬具
  - 雲珠 1個
  - 辻金具 1個
  - 轡 1個
  - 菱形金具 2個
  - 杏葉 1個
- 鉄釘 2本
- 鉄鋲 1本
- 須恵器 - 大壺1、提瓶5、長頸壺2、有蓋坩1、𤭯2、脚付坩1、高坏2、有蓋高坏1、蓋坏蓋6、大甕片一括。
- 土師器 - 坩1。
- 円筒埴輪片 一括

以上のほか、旧『島根県史』では、石室内は盗掘され、当時時点で鉄鏃5・剣折片1・陶器破片数個・銅製鈴1・その他金銅鈴の破片らしきもの多数・未製品黒曜石製石鏃のみが残存すると記載するが、現在それらの所在は明らかでない。
- 獅噛環頭
大阪歴史博物館企画展示時に撮影。
- 鉄鏃
島根県立八雲立つ風土記の丘展示学習館展示。
- 馬具
島根県立八雲立つ風土記の丘展示学習館展示。

## 文化財

### 島根県指定文化財
- 史跡
  - 御崎山古墳 - 1970年（昭和45年）10月27日指定。

## 関連施設
- 島根県立八雲立つ風土記の丘展示学習館（松江市大庭町） - 御崎山古墳の出土品を展示。

## 関連文献
（記事執筆に使用していない関連文献）
- 梅原末治「出雲に於ける特殊古墳（上）」『考古學雜誌』第9巻第3号、考古學會、1918年11月、132-145頁。
- 穴沢咊光・馬目順一「出雲出土の獅噛環頭大刀」『八雲立つ風土記の丘』69・70合併号、島根県立八雲立つ風土記の丘、1985年。
- 『御崎山古墳の研究』島根県教育委員会〈八雲立つ風土記の丘研究紀要III〉、1996年。
- 吉松優希「松江市御崎山古墳出土獅噛環頭大刀について (PDF)」『古代文化研究』第31号、島根県教育委員会、2023年3月、19-32頁。 - リンクは島根県ホームページ。